# ロバート・モーレイ
ロバート・モーレイ（Robert Adolph Wilton Morley, CBE、1908年5月26日 - 1992年6月3日）は、イングランドの俳優。姓は正確にはモーリーと発音する。

## 来歴・人物
ウィルトシャー・セムリー出身。王立演劇学校に学ぶ。1929年に舞台デビュー、1938年に『マリー・アントアネットの生涯』のルイ16世役で映画初出演、1938年度ナショナル・ボード・オブ・レビュー賞最優秀演技賞を受賞した。
以降、主に脇役、特に紳士役で多く出演し、1978年の映画『料理長殿、ご用心』で第4回ロサンゼルス映画批評家協会賞助演男優賞と第13回全米映画批評家協会賞助演男優賞を受賞した。1957年に大英帝国勲章（CBE）を授与された。妻ジョーン・バックマスターは女優グラディス・クーパーの娘である。
『料理長（シェフ）殿、ご用心』のテッド・コッチェフ監督とは、大ヒットしたブリティッシュ・エアウェイズのCMでもコンビを組んだ。
1992年6月3日、脳卒中のため死去、84歳。

## 主な出演作品
- マリー・アントアネットの生涯 Marie Antoinette (1938)
- バーバラ少佐 Major Barbara (1941)
- 大砲奪還作戦 The Foreman Went to France (1942)
- 大空に散る恋 I Live in Grosvenor Square (1945)
- 文化果つるところ Outcast of the Islands (1951)
- アフリカの女王 The African Queen (1951)
- ギルバートとサリバン The Story of Gilbert and Sullivan (1953)
- メルバ Melba (1953)
- 悪魔をやっつけろ Beat the Devil (1954)
- 善人は若死にする The Good Die Young (1954)
- 騎士ブランメル Beau Brummell (1954)
- 古城の剣豪 The Adventures of Quentin Durward (1955)
- 負けた者がみな貰う Loser Takes All (1956)
- 八十日間世界一周 Around the World in 80 Days (1956)
- 不死身の保安官 The Sheriff of Fractured Jaw (1958)
- 旅 The Journey (1959)
- オスカー・ワイルド Oscar Wilde (1960)
- 若さでぶつかれ! The Young Ones (1961)
- ミサイル珍道中 The Road to Hong Kong (1962)
- 暗殺5時12分 Nine Hours to Rama (1963)
- ミス・マープル/寄宿舎の殺人 Murder at the Gallop (1963)
- 戦慄の殺人屋敷 The Old Dark House (1963)
- 恋愛留学生 Take Her, She's Mine (1963)
- 地獄のガイドブック Hot Enough for June (1964)
- 人間の絆 Of Human Bondage (1964)
- トプカピ Topkapi (1964)
- ジンギス・カン Genghis Khan (1965)
- 素晴らしきヒコーキ野郎 Those Magnificent Men in Their Flying Machines or How I Flew from London to Paris in 25 Hours and 11 Minutes (1965)
- ラブド・ワン The Loved One (1965)
- ABC殺人事件 The Alphabet Murders (1965)
- タヒチの男 Tendre Voyou (1966)
- ホテル・パラディソ Hotel Paradiso (1966)
- 月世界宙がえり Way...Way Out (1966)
- 太陽をつかもう! Finders Keepers (1966)
- 大強盗団 The Trygon Factor (1966)
- 女と女と女たち Woman Times Seven (1967)
- 電撃!スパイ作戦 Some Girls Do (1969)
- 華麗なる悪 Sinful Davey (1969)
- おませなツインキー Twinky (1969)
- クロムウェル Cromwell (1970)
- ソング・オブ・ノルウェー Song of Norway (1970)
- 八点鐘が鳴るとき When Eight Bells Toll (1971)
- シェークスピア連続殺人!!血と復讐の舞台 Theatre of Blood (1973)
- 青い鳥 The Blue Bird (1976)
- 料理長殿、ご用心 Who Is Killing the Great Chefs of Europe? (1978)
- ヒューマン・ファクター The Human Factor (1979)
- 名探偵ベンジー Oh! Heavenly Dog (1980)
- マーチン・シーン/アルバート・フィニーの 大強奪 Loophole (1981)
- マペットの大冒険/宝石泥棒をつかまえろ! The Great Muppet Caper (1981)
- ハイ・ロード High Road to China (1983)
- 不思議の国のアリス Alice in Wonderland (1985) テレビ映画
- キラー・ウィンド/嵐の中の猟奇殺人 The Wind (1986)
- スパイ大混戦 The Trouble with Spies (1987)
- リトル・ドリット Little Dorrit (1987)
- 戦争と追憶 War and Remembrance (1988) テレビミニシリーズ
- ヒュー・グラントの浪漫騎士 The Lady and the Highwayman (1989) テレビ映画
- 新80日間世界一周 Around the World in 80 Days (1989) テレビミニシリーズ